# أدوية نبوية طبيعية
الأدوية النبوية الطبيعية هي الأدوية الطبيعية التي عالج بها النبي محمد ﷺ أمراضًا عديدة أو أوصى بالعلاج بها. ويشمل علاج عدد من الأمراض كالحمى والرمد.ومنه العلاج بالعسل وأبوال الإبل وألبانها وإخراج الدم والعلاج بالكي وبالحجامة والشبرم السنوت والحناء والتمر والتلبينة وغيرها. وجميعها ورد في الآيات القرآنية والسنة النبوية.

## علاج الحمى لأمراض عضوية
تقسم الحمى إلى قسمين: عرضية، وهي الحادثة إما عن الورم، أو الحركة، أو إصابة حرارة الشمس، أو القيظ الشديد. ومرضية: وهي ثلاثة أنواع: وهي لا تكون إلا في مادة أُولى، ثم منها يسخن جميع البدن. فإن كان مبدأ تعلقها بالروح سميت حُمَّى يوم، لأنها في الغالب تزول في يوم، ونهايتُها ثلاثة أيام، وإن كان مبدأُ تعلقها بالأخلاط سميت عفنية، وهي أربعة أصناف: صفراوية، وسوداوية، وبلغمية، ودموية. وإن كان مبدأ تعلقها بالأعضاء الصلبة الأصلية، سميت حُمَّى دِق، وتحت هذه الأنواع أصنافٌ كثيرة. 
وقد ينتفع البدن بالحُمَّى انتفاعاً عظيماً لا يبلغه الدواء، وكثيراً ما يكون حُمَّى يوم وحُمَّى العفن سبباً لإنضاج موادَّ غليظة لم تكن تنضِجُ بدونها، وسبباً لتفتح سُدَدٍ لم يكن تصل إليها الأدوية المفتحة. 
وأما الرَّمدُ الحديثُ والمتقادمُ، فإنها تُبرئ أكثَر أنواعه بُرءًا عجيباً سريعاً، وتنفع من الفالج، واللَّقْوَة، والتشنج الامتلائى، وكثيراً من الأمراض الحادثة عن الفضول الغليظة. 
وقال بعض الأطباء فيما رواه ابن القيم: إنَّ كثيراً من الأمراض نستبشر فيها بالحُمَّى، كما يستبشر المريض بالعافية، فتكون الحُمَّى فيه أنفَع من شرب الدواء بكثير، فإنها تُنضج من الأخلاط والمواد الفاسدة ما يضُرُّ بالبدن، فإذا أنضجتها صادفها الدواء متهيئةً للخروج بنضاجها، فأخرجها، فكانت سبباً للشفاء.
وقد ورد في علاج الحمى حديث رواه الترمذي في جامعه: «إذا أَصَابَتْ أَحَدَكُمْ الحُمَّى وَإنَّ الحُمَّى قِطْعةٌ مِنَ النَّارِ فَلْيُطفئهَا بالمَاءِ البَارِدِ، ويَسْتَقبِلْ نَهْراً جارياً، فَلْيستقبلْ جَرْيَةَ المَاءِ بعدَ الفَجْرِ وقَبْلَ طُلُوعِ الشَّمْسِ، وليقلْ: بِسْمِ اللهِ، اللَّهُمَّ اشْفِ عَبْدَكَ، وصَدِّقْ رَسُولَك. وينغمِسُ فيهِ ثلاثَ غَمَسَاتٍ ثلاثةَ أيامٍ، فإنْ برئَ، وإلا ففِى خمسٍ، فإن لمْ يبرَأْ في خمس، فسبع، فإن لم يبرأ في سبع فتسع، فإنها لا تكادُ تُجاوز تسعاً بإذنِ اللهِ».

## علاج استطلاق البطن
في الصحيحين: من حديث أبى المتوكِّل، عن أبى سعيد الخُدْرِىِّ: ((أنَّ رجلاً أتى النبىَّ ﷺ ، فقال: إنَّ أخى يشتكى بطنَه وفي رواية: استطلقَ بطنُهُ فقال: ((اسْقِهِ عسلاً))، فذهب ثم رجع، فقال: قد سقيتُه، فلم يُغنِ عنه شيئاً وفي لفْظ: فلَم يزِدْه إلا اسْتِطْلاقاً، مرتين أو ثلاثاً كل ذلك يقولُ له: ((اسْقِه عَسَلاً)). فقال لهُ في الثالثةِ أو الرابعةِ: ((صَدَقَ اللهُ، وكَذَبَ بَطْنُ أَخِيكَ)).

## الوقاية من الطاعون
والطاعون هو ورم رديء قتال يخرج معه تلهب شديد مؤلم جدًا يتجاوز المقدار في ذلك، ويصير ما حوله في الأكثر أسود وأخضر، أو أكمد، ويؤول أمره إلى التقرح سريعًا. وفي الأكثر يحدث في ثلاثة مواضع: في الإبط، وخلف الأذن، والأرنبة، وفي اللحوم الرخوة.
وفي أثر عن عائشة بنت أبو بكر أنها قالت للنبي ﷺ : «الطعن قد عرفناه، فما الطاعون؟ قال: غدة كغدة البعير يخرج في المراقِّ والإبط» أخرجه أحمد، وسنده حسن.
في الصحيحين عن عامر بن سعد بن أبى وَقَّاصٍ، عن أبيه، أنه سمعه يَسأَلُ أُسَامَةَ بن زيدٍ: ماذا سمِعْتَ من رسول الله ﷺ في الطاعون؟ فقال أُسامةُ: قال رسول الله ﷺ : ((الطاعُونُ رِجْزٌ أُرْسِلَ عَلَى طائفةٍ من بنى إسرائيلَ، وعَلَى مَن كان قَبْلَكم، فإذا سَمِعْتُم به بأرضٍ، فَلا تَدْخُلوا عليه، وإذا وَقَعَ بأرضٍ وأنْتُم بها، فلا تَخُرُجوا منها فِرَاراً مِنْهُ)).

## العلاج ببول الإبلوألبانها
في الصحيحين: من حديث أنس بن مالك، قال: "قَدِمَ رَهْطٌ من عُرَيْنَةَ وَعُكَل على النَّبىِّ ﷺ ، فاجْتَوَوا المدينة، فشكوا ذلك إلى النَّبىِّ ﷺ ، فقال لو خرجُتم إلى إِبِل الصدقة فشربتم من أبوالها وألبانها، ففعلوا، فلما صحُّوا، عمدوا إلى الرُّعَاةِ فقتلُوهم، واستاقُوا الإبل، وحاربُوا الله ورسوله، فبعث رسولُ الله ﷺ في آثارهم، فأُخِذُوا، فَقَطَعَ أيديَهُم، وأرجُلَهُم، وسَمَلَ أعْيُنَهُم، وألقاهم في الشمس حتى ماتوا"أخرجه البخاري في الطب: باب ما يذكر في الطاعون.

## علاج الجرح
في الصحيحين عن أبى حازم، أنه سمع سَهْلَ بن سعدٍ يسألُ عما دُووىَ به جُرْحُ رسولِ الله ﷺ يوم أُحُدٍ. فقال:"جُرِحَ وجهُه، وكُسِرَت رَبَاعيتهُ، وهُشِمَت البَيْضةُ على رأسه، وكانت فاطمةُ بنتُ رسول الله ﷺ تغسِلُ الدمَ، وكان علىُّ بن أبى طالب يسكُب عليها بالْمِجَنِّ، فلما رأت فاطمة الدمَ لا يزيد إلا كَثرةً، أخذت قطعةَ حصيرٍ، فأحرقتْها حتى إذا صارت رَماداً ألصقتهُ بالجُرحِ فاستمسك الدمُ، برمَادِ الحصيرِ المعمول من البَرْدِىّ".
يقول ابن القيم: «وله فِعلٌ قوىٌ في حبس الدم، لأن فيه تجفيفاً قوياً، وقِلَّةَ لذَع، فإنَّ الأدوية القوية التجفيف إذا كان فيها لذعٌ هيَّجت الدمَ وجلبتْه، وهذا الرَّمادُ إذا نُفِخَ وحده، أو مع الخل في أنف الراعِفِ قطعَ رُعافُه.».

## العلاج بشرب العسل والحجامة والكي
عن أبن عباس عن النبي قال :
««الشفاء في ثلاث : شربه عسل وشرطة محجم» مشرط«، وكية نار، وأنا أنهى أمتي عن الكي»» 

## علاج عرق النسا
روى محمد بن ماجه في سننه من حديث محمد بن سيرين، عن أنس بن مالك، قال: سمعتُ رسول الله ﷺ يقول:«دواءُ عِرْقِ النَّسَا ألْيَةُ شاةٍ أعْرَابِيَّةٍ تُذَابُ، ثمَّ تُجزَّأُ ثلاثةَ أجزاءٍ، ثُمَّ يُشْرَبُ على الرِّيقِ في كلِّ يومٍ جُزْءٌ».

## علاج حكة الجسم
في الصحيحين من حديث قَتادةَ، عن أنس بن مالك قال:"رخَّص رسولُ اللهِ ﷺ لعبد الرَّحمن بن عَوْفٍ، والزُّبَيْر بن العوَّام رضى الله تعالى عنهما في لُبْسِ الحريرِ لِحكَّةٍ كانت بهما".

## علاج ذات الجنب
روى الترمذى في جامعه من حديث زيد بن أرقمَ، أنَّ النبىَّ ﷺ ، قال: «تَدَاوَوْا مِنْ ذاتِ الجَنْبِ بالقُسْطِ البَحْرى والزَّيْتِ».

## علاج المفؤود
روى أبو داود في ((سننه)) من حديث مُجاهدٍ، عن سعد، قال: ((مَرضتُ مرضاً، فأتَانِى رسولُ الله ﷺ يَعُودنى، فَوَضَعَ يَدَه بين ثَديَىَّ حَتَّى وَجَدتُ بَرْدَها على فؤادى، وقال لى: إنَّكَ رجُلٌ مَفْؤُودٌ فأْتِ الحارَثَ بن كَلَدَةَ من ثَقِيفٍ، فإنَّه رجلٌ يتطبَّبُ، فلْيأْخُذْ سبعَ تَمَراتٍ من عَجْوَةِ المدينةِ، فلْيَجأْهُنَّ بِنَواهُنَّ، ثم لِيَلُدَّكَ بِهِنَّ)). 
المفؤود: الذي أُصيب فؤادُه، فهو يشتكيه، كالمبطون الذي يشتكى بطنه. 
واللَّدُود: ما يُسقاه الإنسانُ من أحد جانبى الفم.